# Swartzia lucida
Swartzia lucida är en ärtväxtart som beskrevs av John Macqueen Cowan. Swartzia lucida ingår i släktet Swartzia och familjen ärtväxter. Inga underarter finns listade i Catalogue of Life.